# Val d'Illiez
Val d'Illiez är en dal i Schweiz.   Den ligger i kantonen Valais, i den sydvästra delen av landet, 100 km söder om huvudstaden Bern.